# Iniesta
Iniesta è un comune spagnolo di 4 139 abitanti situato nella comunità autonoma di Castiglia-La Mancia.